# Roud Folk Song Index
Il Roud Folk Song Index è un database di circa 250000 riferimenti a quasi 25000 canzoni della tradizione orale in lingua inglese raccolte in tutto il mondo. È stato compilato da Steve Roud (1949-), un ex bibliotecario nel borgo londinese di Croydon. Il Roud Index è una combinazione del Broadside Index (basato su fonti cartacee anteriori al 1900) e un «index registrato sul campo» compilato da Roud. Comprende tutte le precedenti fonti stampate note a Francis James Child (le Child Ballads) e include registrazioni dal 1900 al 1975. Fino all'inizio del 2006 l'indice era disponibile su compact disc; ora è disponibile online sul sito web della Vaughan Williams Memorial Library, gestito dalla English Folk Dance and Song Society (EFDSS).

## Scopo dell'indice
La funzione principale del Roud Folk Song Index è il supporto alla ricerca sulle versioni dei testi delle canzoni popolari tradizionali in lingua inglese, documentate nei secoli passati in modo indipendente da collezionisti diversi, in particolare nel Regno Unito e nel Nord America. È possibile interrogare il database per titolo, per verso iniziale o per argomento (o una combinazione di una dozzina di campi) per individuare ciascuna delle varianti, spesso numerose, di una particolare canzone. Sono disponibili dettagli completi delle canzoni, compresi dettagli sulla fonte originale raccolta e un riferimento per trovare il testo (ed eventualmente la musica) della canzone all'interno di un volume pubblicato nell'archivio EFDSS.
Un indice correlato, il Roud Broadside Index, include riferimenti a canzoni apparse su broadside e altre pubblicazioni stampate a buon mercato, fino al 1920 circa. Inoltre, ci sono molte voci per canzoni di music hall, documenti di canzoni di artisti radiofonici precedenti alla seconda guerra mondiale, spartiti e altro. L'index può essere vagliato per titolo, primo verso, eccetera, e il risultato include i dettagli della stampa originale e dove si può trovarne una copia. Il campo del numero Roud - «Roud num» - può essere utilizzato come riferimento incrociato allo stesso Roud Folk Song Index per stabilire l'origine tradizionale dell'opera.
Il database è riconosciuto come un «index significativo» dall'English Folk Dance and Song Society ed è stato uno dei primi elementi ad essere pubblicato sul suo sito web dopo il lancio della versione online della Vaughan Williams Memorial Library nel 2006.

## Schema di numerazione e riferimenti incrociati
Lo scopo dell'indice è di assegnare a ogni brano un identificatore univoco. I numeri sono stati assegnati su una base più o meno arbitraria e non intendono avere alcun significato di per sé. Tuttavia, a causa degli aspetti pratici della compilazione dell'index (basata su fonti pubblicate in precedenza) vale come regola generale che le canzoni più antiche e più conosciute tendono ad occupare numeri bassi, mentre le canzoni meno diffuse hanno numeri più alti.
Canzoni strettamente correlate sono raggruppate sotto lo stesso numero Roud.
Se una fonte autorevole fornisce il titolo di una canzone ma non il suo testo, viene assegnato il numero Roud 000.
L'Index fa riferimento al numero corrispondente del Child Ballad, se disponibile per la particolare canzone in questione. Ove possibile, comprende anche il numero di Laws, un riferimento a un altro sistema di classificazione delle canzoni popolari, sviluppato da George Malcolm Laws negli anni '50, che utilizza una lettera dell'alfabeto e fino a due cifre numeriche.

## Storia

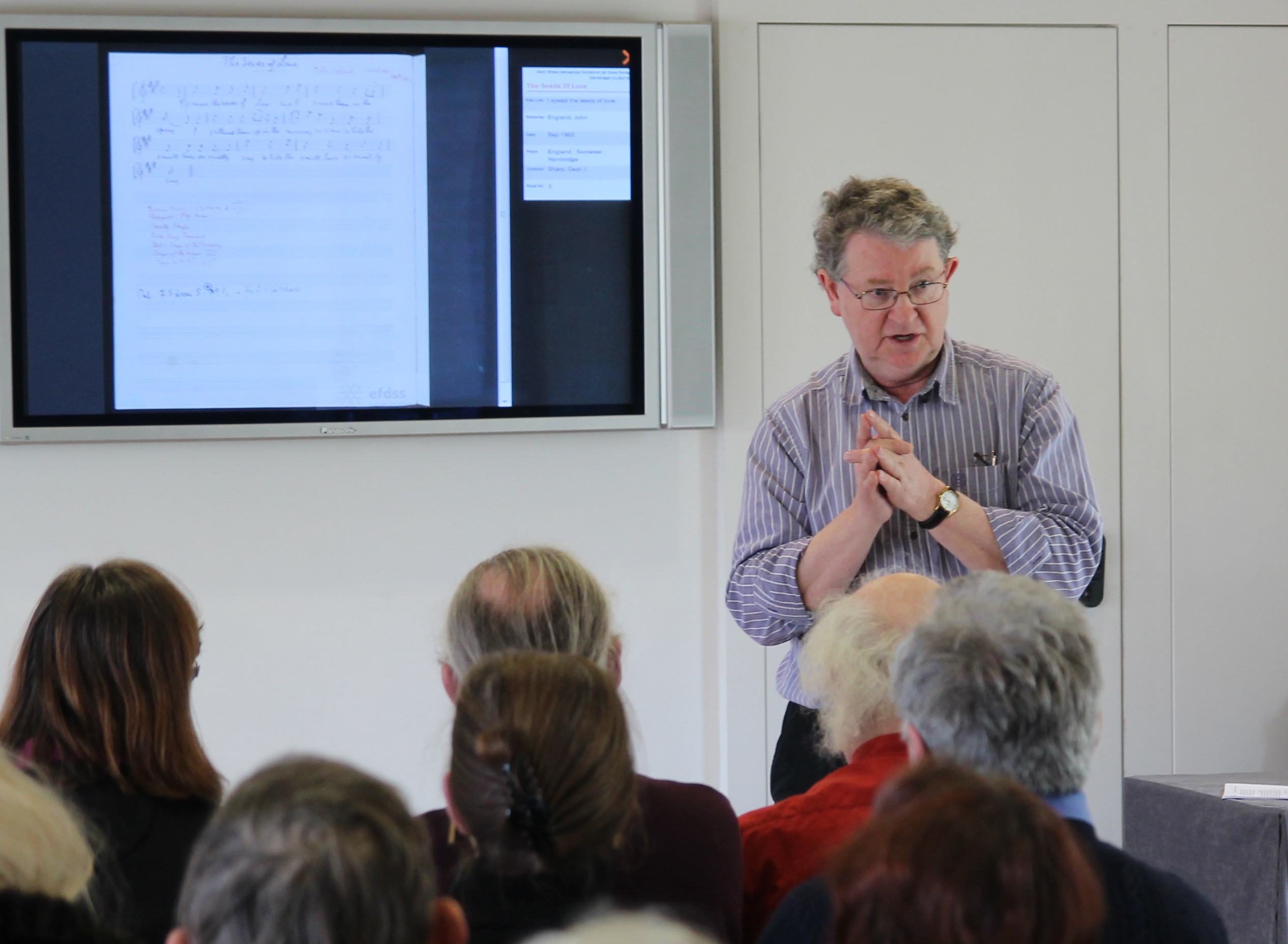
Steve Roud, creatore del Roud Folk Song Index, mentre illustra il sito web The Full English al Clare College, Cambridge nel marzo 2014.

L'index è stato compilato ed è gestito da Steve Roud, ex bibliotecario di studi locali nel borgo londinese di Croydon. È stato anche bibliotecario onorario della Folklore Society.
Avviò l'Index intorno al 1970 come progetto personale, elencando il cantante originale (se noto), la località, la data di annotazione della canzone, l'editore (libro o fonte registrata), più altri campi, e assegnando un numero a ciascuna canzone, comprese tutte le varianti (ora noto come "numero Roud") per superare il problema delle canzoni in cui anche i titoli non erano coerenti tra le diverse versioni. Il sistema inizialmente utilizzava schede di archiviazione impilate in scatole da scarpe. Nel 1993, Roud implementò il suo sistema di registrazione su un database informatico, che continua a espandere e gestire, e che è ospitato sul sito web della Vaughan Williams Memorial Library.

## Collezioni simili
La collezione di James Madison Carpenter contiene 6200 trascrizioni e 1000 registrazioni realizzati tra il 1927 e il 1955. L'index fornisce il titolo, il primo verso e il nome del cantante di origine. Ove possibile, viene fornito il numero del Child Ballads. Rappresenta una risorsa in gran parte ancora non sfruttata, con nessuna delle sue registrazioni facilmente disponibile.
Il Dainu skapis ("l'armadio delle canzoni folcloristiche") è un indice simile di quasi 218000 testi di canti popolari lettoni, creato dallo studioso lettone Krišjānis Barons tra la fine del XIX secolo e l'inizio del XX secolo.
Il database di canzoni popolari di Essen è un'altra raccolta che include canzoni di paesi non anglofoni, in particolare Germania e Cina.
Il Folk Song Index è un progetto di collaborazione tra la Biblioteca dell'Oberlin College e la rivista di musica folk Sing Out!. Indica le canzoni popolari tradizionali del mondo, con particolare riferimento alle canzoni in lingua inglese, e contiene oltre 62000 voci e oltre 2400 antologie. La collezione di Max Hunter elenca 1600 canzoni, ma a ciascuna variante minore viene assegnato un numero distinto.
L'indice delle ballate tradizionali della California State University di Fresno include numeri di Roud fino al numero 5000 con commenti sulle canzoni, ma attinge a meno fonti.